# Bubbiano
Bubbiano ist eine Gemeinde mit 2454 Einwohnern (Stand 31. Dezember 2023) in der Metropolitanstadt Mailand, Region Lombardei.
Die Nachbarorte von Bubbiano sind Morimondo, Rosate, Calvignasco und Casorate Primo (PV).

## Bevölkerungsentwicklung
Bubbiano zählt 658 Privathaushalte. Zwischen 1991 und 2001 stieg die Einwohnerzahl von 818 auf 1404. Dies entspricht einem prozentualen Zuwachs von 71,6 %.